# Ojos así
"Ojos Así" is een single uitgegeven op Shakira's album ¿Dónde están los ladrones?. Pas nadat ze wereldwijd succes begon te krijgen werd dit ook een hit in Nederland.